# Moultonianthus leembruggianus
Moultonianthus leembruggianus là một loài thực vật có hoa trong họ Đại kích. Loài này được (Boerl. & Koord.) Steenis mô tả khoa học đầu tiên năm 1948.